# Zbójnicki Korytarzyk
Zbójnicki Korytarzyk – jaskinia w Dolinie Kościeliskiej w Tatrach Zachodnich. Ma dwa otwory wejściowe znajdujące się w Żarze, pod ścianami Zbójnickiej Turni, w pobliżu Zbójnickiej Szczeliny, na wysokościach 1154 i 1157 m n.p.m. Długość jaskini wynosi 11 metrów, a jej deniwelacja 3 metry.

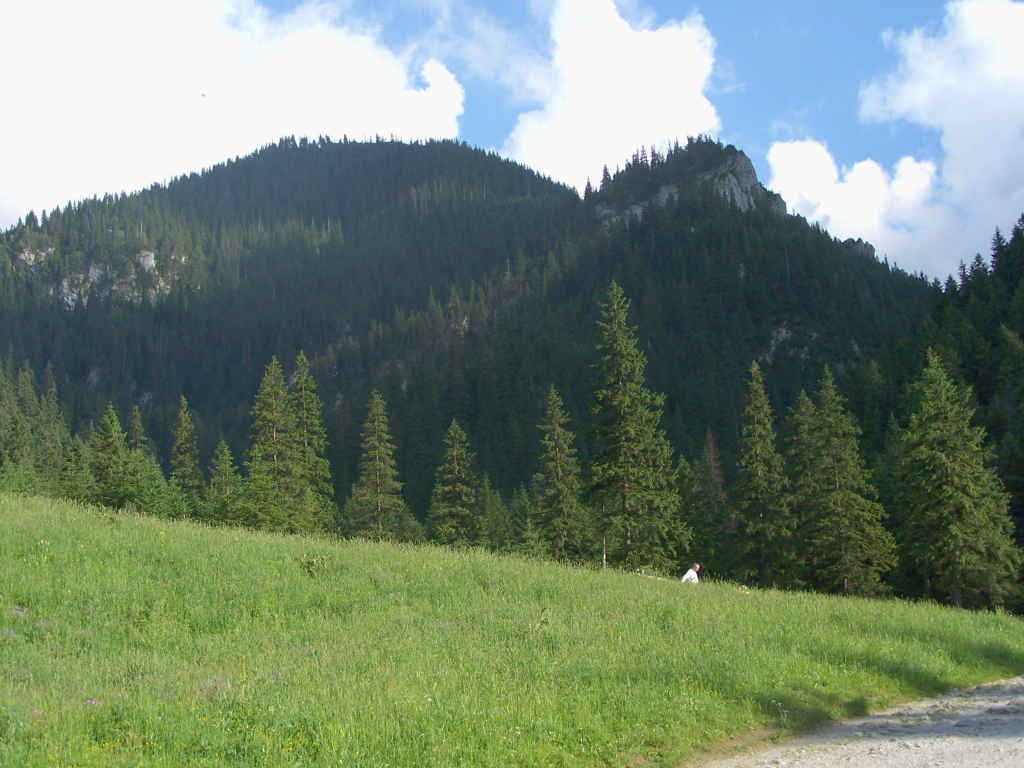
Zbójnicka Turnia

## Opis jaskini
Jaskinię stanowi poziomy korytarzyk zaczynający się w dolnym otworze wejściowym, który po kilku metrach zakręca i prowadzi stromo do góry do drugiego otworu.

## Przyroda
W jaskini brak jest nacieków. Ściany są wilgotne, nie ma na nich roślinności.

## Historia odkryć
Jaskinia była znana od dawna, m.in. Stefanowi Zwolińskiemu, który, jak wynika z jego notatek, był w niej w 1934 i 1944 roku. Opis i plan jaskini sporządziła I. Luty przy pomocy R. Cygana i T. Mardala w 1992 roku.